# Curriculare Didaktik
Die curriculare Didaktik, auch als lernzielorientierter Unterricht bekannt, wurde in Deutschland in den 1970er Jahren von Bernhard und besonders Christine Möller entwickelt. Einer der wichtigsten Vertreter des lernzielorientierten Ansatzes in den USA war Robert Mager.
Ein Curriculum (lat. currere = laufen) definiert Möller als Plan für den Aufbau und Ablauf von Unterrichtseinheiten. Das Lernziel ist für sie die sprachlich artikulierte Vorstellung von der durch Unterricht (oder andere Lehrveranstaltungen) zu bewirkenden beobachtbaren Verhaltensänderung eines Lernenden. Es kann von völlig verschiedenen Ausgangspositionen hergeleitet werden. Aus diesem Grund verleiht Möller ihrem Ansatz die Zusatzbezeichnung „lernzielorientiert“. 
In diesem Ansatz ist der Zielerstellungsprozess ein zentraler Bestandteil der Unterrichtsplanung. Der Planungsprozess benötigt ein handhabbares Instrumentarium für den Erstellungsprozess dieser Ziele. Präzise Ziele sind grundlegende Voraussetzung für eine effektive Methodenauswahl und nur anhand dieser Ziele kann der Erfolg des Lern- und Lehrprozesses überprüft werden. Das didaktische Modell Möllers orientiert sich an behavioristischen Arbeiten, die beobachtbares Verhalten in den Mittelpunkt stellen. 
Der lernzielorientierte Ansatz ist präskriptiv, er gibt also Handlungsanweisungen zu Unterricht und dessen Planung. Der Ansatz setzt aber gleichzeitig auch deskriptive und normative Didaktik voraus. Dabei beruht deskriptive Didaktik auf Ergebnissen der empirischen Unterrichtsforschung. Hingegen hat normative Didaktik die Frage zum Gegenstand, welche Ziele angestrebt und wie diese erreicht werden können. Die Handlungsanweisungen werden für den gesamten Prozess der Unterrichtsablaufplanung, der in die Teilprozesse Lernplanung, Lernorganisation und Lernkontrolle fällt, gegeben. Als erster Teilschritt des Planungsprozesses werden somit Lernziele erstellt, hierauf optimale Lernstrategien geplant und schließlich geeignete Kontrollverfahren zur Überprüfung der Lernziele ausgewählt. 
Die Lernplanung erfolgt in vier Teilschritten: 
1. Sammlung von Lernzielen
2. Beschreibung von Lernzielen
3. Ordnung von Lernzielen
4. Entscheidung für Lernziele.

Ist der Lernplanungsprozess abgeschlossen, soll sich als Produkt ein geordneter Bestand präzise beschriebener und begründeter Lernziele zur Weiterverarbeitung ergeben. 
Nun kann der Lernorganisationsprozess begonnen werden. Im Zentrum dieses Prozesses steht die Auswahl der Unterrichtsmethoden und -medien, mit deren Hilfe die aufgestellten Lernziele optimal erreicht werden können. Stehen die Methoden fest, müssen sie geordnet werden, z. B. anhand einer Ziele-Methoden-Matrix mit Aufstaffelung nach kognitiven, affektiven und psychomotorischen Zielen. 
Ist der Lernorganisationsprozess abgeschlossen, ergeben sich als Produkt den Lernzielen und Lernenden zugeordnete eindeutig beschriebene und begründete Unterrichtsmethoden und -medien. Nun kann die Lernkontrollarbeit begonnen werden. 
Im Prozess der Lernkontrolle werden Kontrollverfahren entwickelt und ausgewählt, mit deren Hilfe überprüft werden kann, ob der Lernende die aufgestellten Lernziele erreicht hat. Diese Testaufgaben sollen die Lernziele des Curriculum repräsentieren.
Vorteile:
1. Transparenz, die durch ihre Offenlegung ein demokratisierendes Element impliziert
2. Kontrollierbarkeit, die auch die Entscheidungen des Lehrers im Planungs- und Organisationsprozess beurteilbar werden lassen
3. Beteiligung der Betroffenen, wobei durch Einbindung aller Beteiligten (Eltern, Lehrer und Schüler) Mitentscheidung und -bestimmung möglich wird
4. Effizienz durch Lernziele als Grundlage der Lernorganisation, was positive Verstärkungsmöglichkeiten (nach dem Skinnerschen Lernmodell) für Lerner und Lehrer schaffen soll.

## Nachwirkung
Der curricularen Didaktik ist das in der Hochschulbildung verbreitete modernere Konzept eines Constructive Alignment ähnlich.
Bei der curricularen Didaktik haben sich nach einem „Siegeszug“ in den frühen 1970er Jahren so viele Probleme ergeben, dass sie heute als Theorie kaum mehr vertreten wird. Die Deduktion der Lernziele von oben nach unten („Tannenbaum“) kann nicht so eindeutig wie gewünscht erfolgen, weil die Lehrer-Schüler-Interaktionen zu komplex sind, die Inhalte und Methoden neben den Zielen zu berücksichtigen sind, die Logik des Planens durch eine Hermeneutik ergänzt werden muss und die Schüler sowie Lehrkräfte in ihrer Eigenart nicht in den Blick geraten. Eine Praxis hat sich vor allem in der Berufsbildung erhalten.